# منافع المومیا
منافع المومیا یکی از رساله‌های کوچک طبی است که توسط محمد بن زکریای رازی نوشته است و رازی در آغاز رساله چگونگی پیدایش و اکتشاف مومیایی را بیان می‌کند. وی معتقد است که مومیایی برای اولین بار در روزگار پادشاهی فریدون پیشدادی در شهر دارابگرد یا داراب کنونی کشف شده‌است و بعدها این دارو توسط پزشکان ایرانی به کار رفته و خواص درمانی آن به تدریج آشکار شده‌است. رازی در این رساله به ذکر خواص مختلف این داروی سنتی می‌پردازد.
این رساله در سال ۱۳۹۱ به همراهی رساله فواید سکنجبین، تحت عنوان «دو رساله در فواید سکنجبین و خواص مومیایی» چاپ ومنتشر شده‌است. مترجم در مقدمه کتاب ابتدا به معرفی نسخه‌های خطی کتاب پرداخته و در پایان ترجمه فارسی آن را به همراه متن عربی منتشر کرده‌است.